# Kostel Církve československé husitské (Duchcov)
Kostel Církve československé husitské v Duchcově je secesní evangelický kostel postavený drážďanskými architekty Rudolfem Schillingem a Juliem Willi Gräbnerem. Kostel byl zřízen v rámci hnutí Pryč od Říma (německy Los-von-Rom-Bewegung), které mělo šířit protestantskou víru v tradičně katolických zemích. Stavba byla z velké části financována německými protestantskými spolky. V rámci stejné kampaně byly založeny rovněž kostely v Hrobu, Trnovanech a Věšťanech (zbořen 1977).

## Historie
Základní kámen ke stavbě kostela byl položen 12. listopadu 1899. Stavba probíhala v letech 1899–1902. Hrubá stavba byla dokončena v roce 1901. Stavbu provedl stavitel W. Kowarschik ze Strak.[nedostupný zdroj] Vysvěcen byl 20. dubna 1902. Na počátku 20. století bylo v Duchcově přibližně 300 osob, které se hlásily k evangelickému aušpurskému vyznání. V roce 1903 byla z místní kazatelské stanice zřízena samostatná farnost. Její činnost byla ukončena v roce 1946, kdy bylo odsunuto obyvatelstvo německé národnosti. Poté byl kostel využíván Církví československou husitskou a Českobratrskou církví evangelickou. Objekt ale chátral a od šedesátých let byl používán jako sklad nábytku.
V letech 1992–1997 byl kostel rekonstruován.
Znovu otevřen byl 12. listopadu 1996. V letech 2006 a 2009 byl rekonstruován vstupní sloup poničený malbami vandalů.
V současnosti je kostel uzavřen veřejnosti až na příležitostné dětské umělecké výstavy a pěvecká vystoupení. Bohoslužby se konají každou 2. a 4. neděli v přilehlé farní budově.
Kostel je chráněn jako kulturní památka České republiky.

## Popis
Jednolodní stavba v secesním stylu má uvnitř emporu a oratoř. Kostel má vlastní kotelnu a moderní vytápění. Kostel měl původně šest vchodů, jeden z nich (boční vchod na kůr) byl ale zazděn.
Průčelí je zdobeno rostlinnými motivy (květy, leknínové listy).
Věž kostela – Soví věž – je vysoká necelých 42 m, vede na ni 118 schodů a slouží k vyhlídkovým účelům.
V roce 1916 byly dva zvony a kovové píšťaly varhan zrekvírovány pro válečné účely. V roce 1929 byla provedena veřejná sbírka na pořízení nových zvonů.
Nyní jsou zde zavěšeny dva zvony:
- menší zvon odlil v roce 1901 zvonař Julius Richard Herold z Chomutova,
- větší zvon má secesní rostlinný reliéf.

Na vrcholu věže byl původně umístěn motiv kohouta. Ten byl ale zničen povětrností. Následně zde byl umístěn symbol CČSH - kalich a kříž, který byl poškozen vichřicí a snesen 1. července 1985.

## Galerie

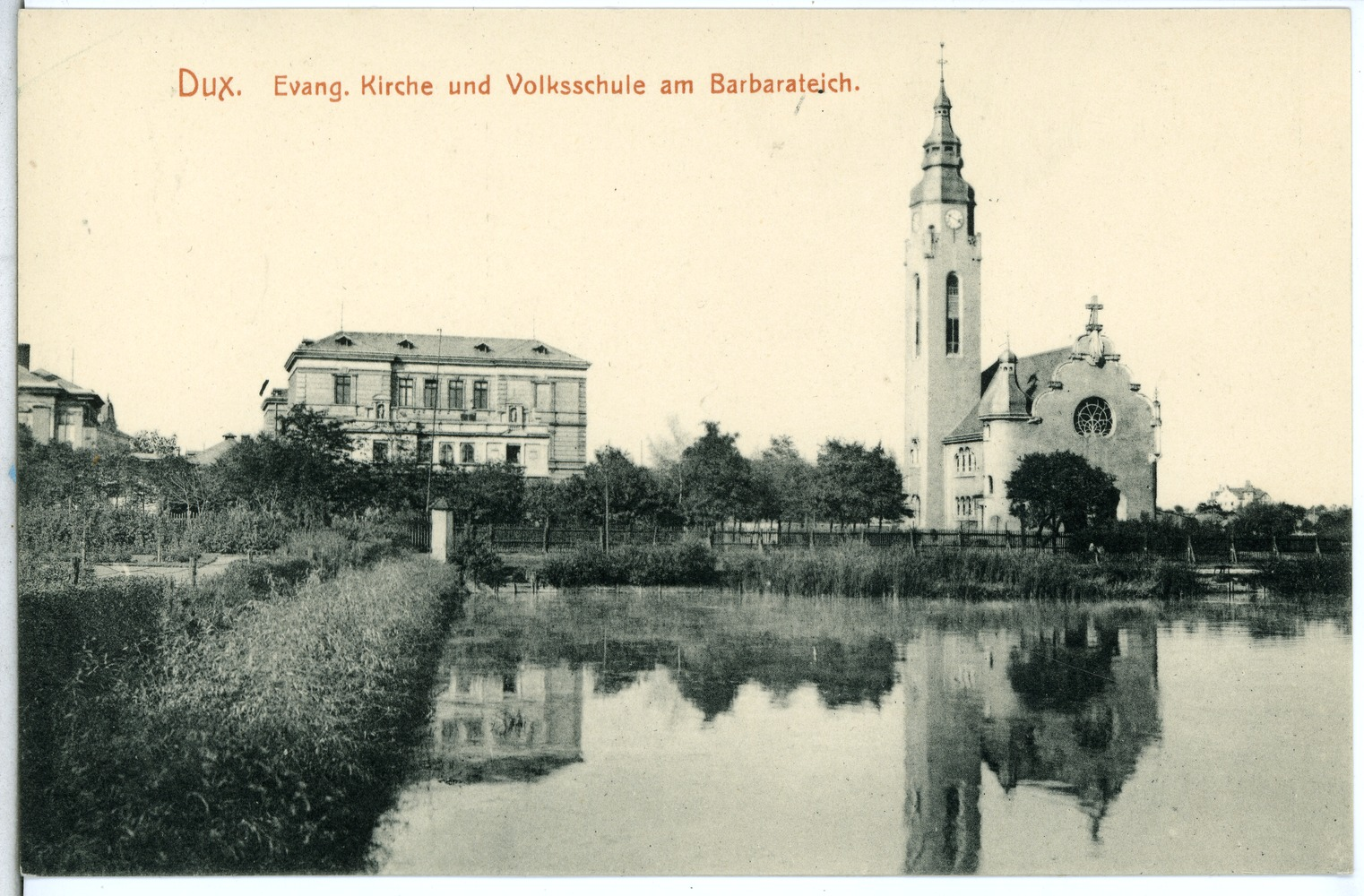
kostel na pohlednici z roku 1912
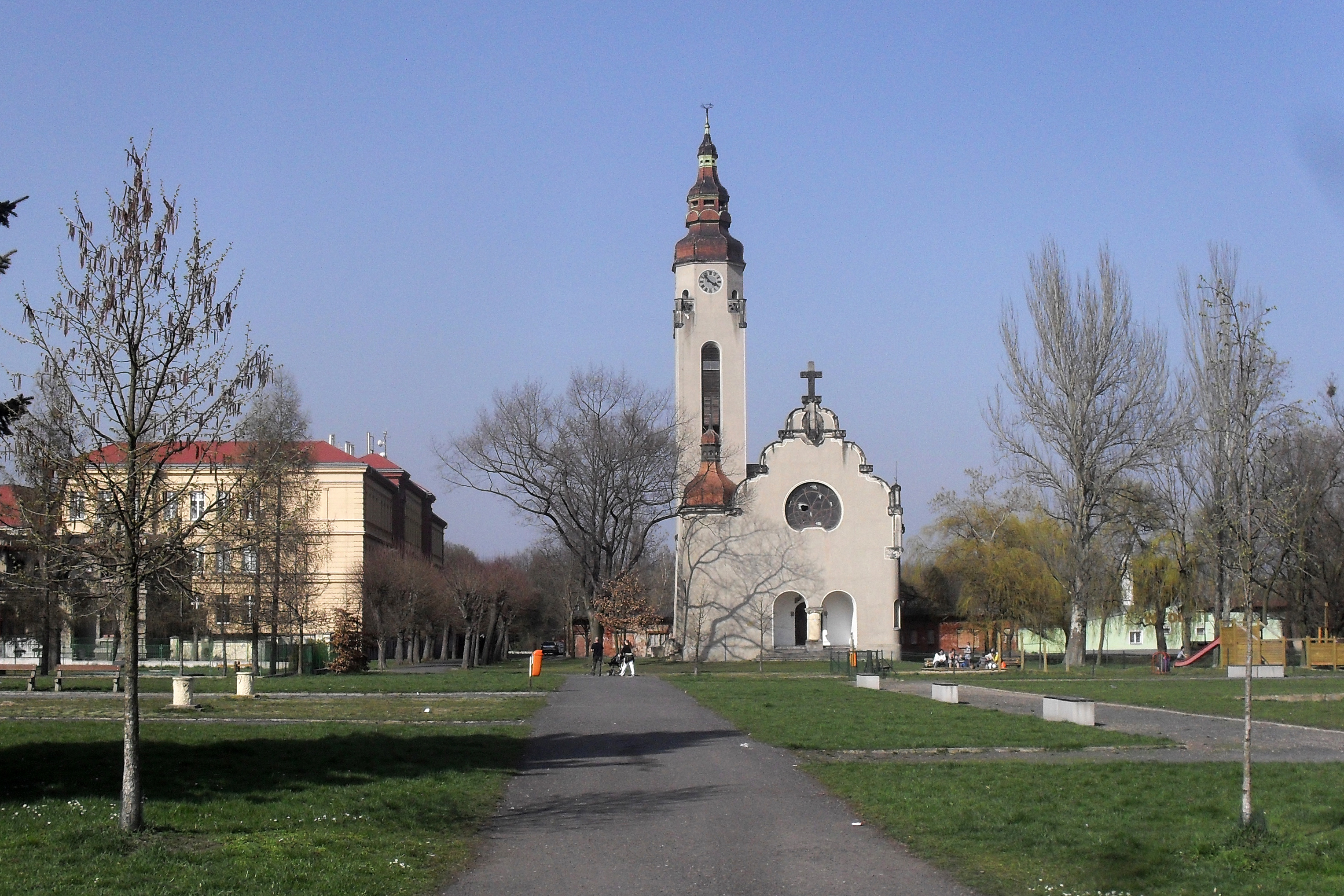
Kostel a okolní park
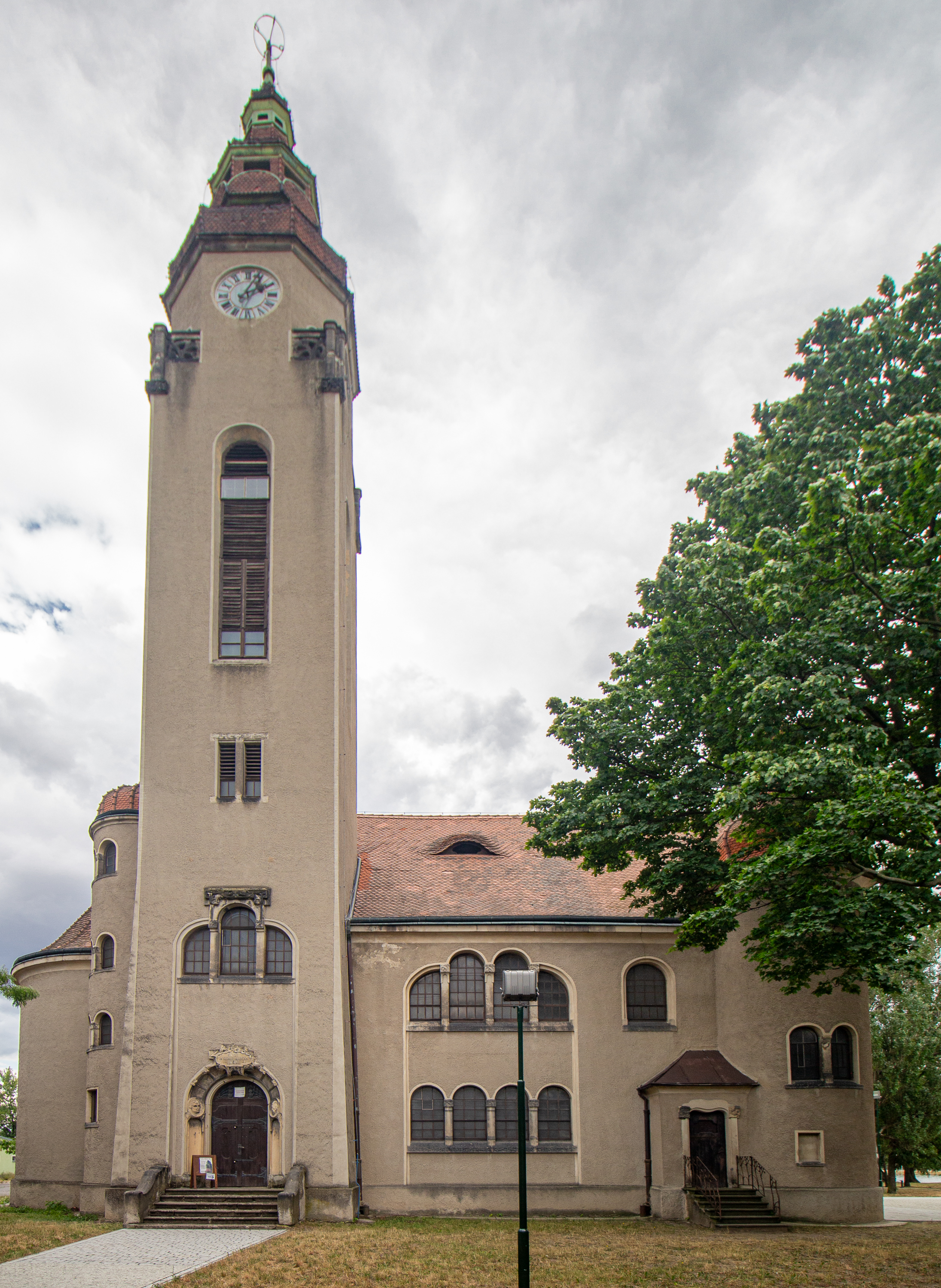
Boční pohled
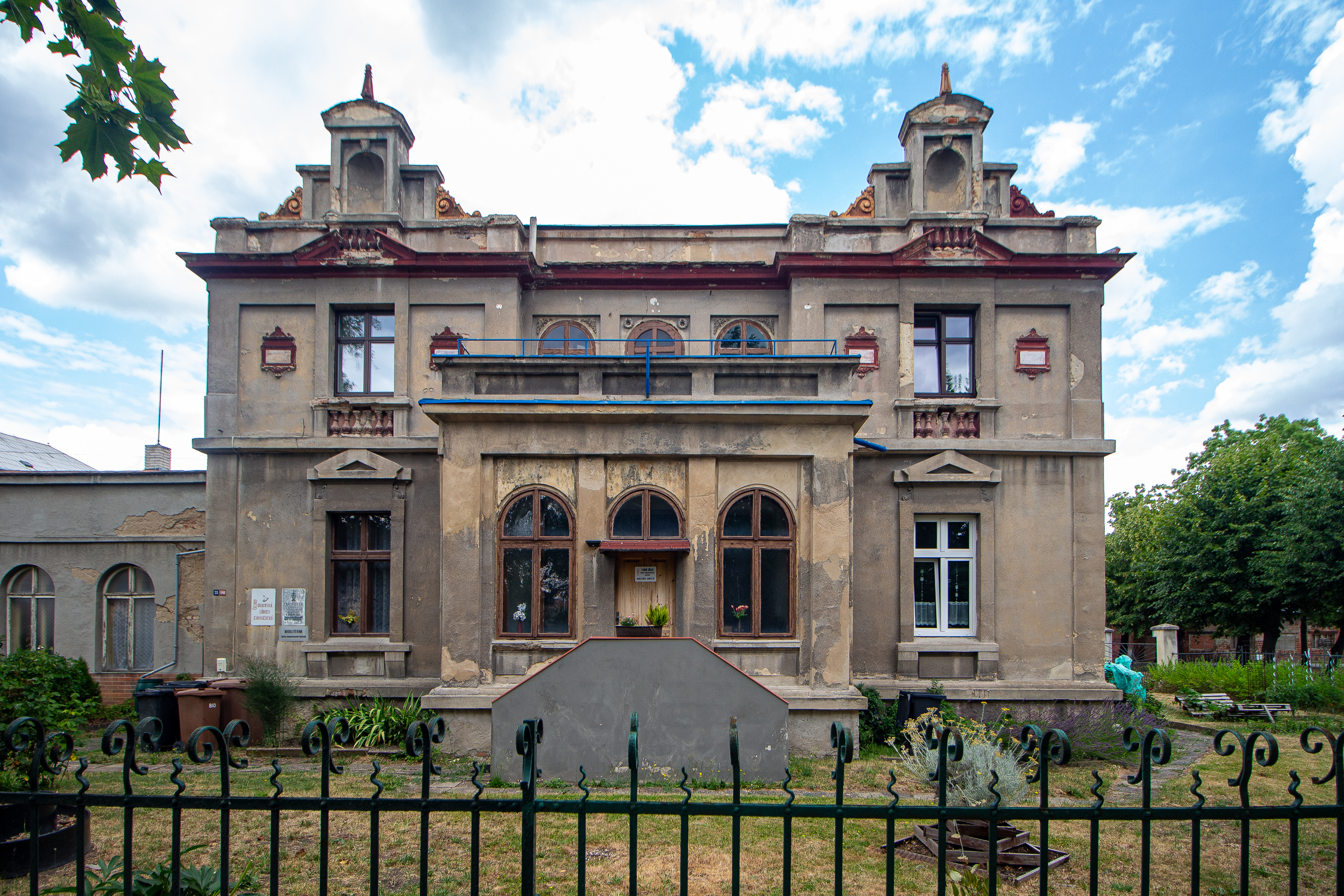
Farní sbor